# Miss USA 2016
Miss USA 2016, est la 65e élection de Miss USA, qui s'est déroulée le 5 juin 2016 au T-Mobile Arena de Las Vegas (Nevada),,. 
Les 50 États et le District de Columbia participent à l'élection. L'élection est diffusée pour la première fois sur la chaîne américaine FOX. 
La gagnante, Deshauna Barber, Miss District de Columbia USA succède à Olivia Jordan de l'Oklahoma. Deshauna Barber représentera les USA à l'élection de Miss Univers 2016.
Pour la première fois, une 52e candidate était en lice désignée par les médias sociaux à travers le monde.

## Classement final
| Titre         | Candidates |
| ------------- | --- |
| Miss USA 2016 | - District de Columbia - Deshauna Barber |
| 1re dauphine  | - Hawaï - Chelsea Hardin |
| 2e dauphine   | - Géorgie - Emanii Davis |
| Top 5         | - Alabama - Peyton Brown - Californie - Nadia Mejía                                                                                                   |
| Top 10        | - Arkansas - Abby Floyd - Connecticut - Tiffany Teixeira - Dakota du Sud - Madison McKeown - Missouri - Sydnee Stottlemyre - Virginie - Desi Williams |
| Top 15        | - Arizona - Chelsea Myers - Caroline du Sud - Leah Lawson - Ohio - Megan Wise - Oklahoma - Taylor Gorton - Virginie-Occidentale - Nichole Greene      |

### Prix spéciaux
| Prix spéciaux   | Candidates                 |
| --------------- | -------------------------- |
| Miss Sympathie  | - Alabama - Peyton Brown   |
| Miss Photogénie | - Wisconsin - Kate Redeker |

## Historique

### Miss 52 USA
Cette année, une 52e concourante a pris part à la compétition. Le Comité d'organisation de Miss Univers et l'agence de mode Sherri Hill ont décidé de faire une sélection "online" pour laquelle des femmes de tous les États-Unis ont pu concourir. Finalement, 10 femmes, sélectionnées par un jury, ont été révélées au public le 10 mai 2016. La gagnante, parmi ces dix candidates, concourt en tant que Miss 52 USA dans le concours de Miss USA 2016. La gagnante, annoncée le 18 mai, est Alexandra Miller d'Oklahoma City.
Les 10 finalistes :
| N° | Nom                | Âge | Ville natale       | État             |
| -- | ------------------ | --- | ------------------ | ---------------- |
| 1  | Catherine Williams | 24  | San Antonio        | Texas            |
| 2  | Yvonne Vega        | 25  | New Braunfels      | Texas            |
| 3  | Jessica Bean       | 24  | Casper             | Wyoming          |
| 4  | Alexandra Miller   | 26  | Oklahoma City      | Oklahoma         |
| 5  | Ivana Thomas       | 22  | Durham             | Caroline du Nord |
| 6  | Amanda Bell        | 24  | Nashville          | Tennessee        |
| 7  | Kaitlyn Smith      | 26  | Jacksonville Beach | Floride          |
| 8  | Molly Vierhile     | 23  | San Francisco      | Californie       |
| 9  | Niki Kafashzadeh   | 24  | Rockville          | Maryland         |
| 10 | Bridgette Garb     | 21  | Oak Park           | Californie       |

Le jury de 10 juges, qui a sélectionné les 10 finalistes, était composé de :
- Alessandra Garcia, modèle américain Taille+
- Ashley Wagner, patineuse artistique américaine
- Andrew Serrano, directeur américain des relations publiques globales d'IMG Fashion
- Lauren Giraldo, star américaine des médias sociaux
- Pia Wurtzbach, Miss Univers 2015 des Philippines
- Sherri Hill, styliste et femme d'affaires américaine

## Concurrentes
52 déléguées ont concouru pour Miss USA 2016, :
| État                 | Nom                  | Âge | Taille | Ville natale      | Classement       | Notes |
| Alabama              | Peyton Brown         | 22  | 1,75 m | Eufaula           | Top 5, Sympathie | Miss Teen USA 2012 |
| Alaska               | Ariane Audett        | 21  | 1,73 m | Anchorage         |                  | |
| Arizona              | Chelsea Myers        | 20  | 1,75 m | Tempe             | Top 15           | |
| Arkansas             | Abby Floyd           | 19  | 1,75 m | Searcy            | Top 10           | Miss Arkansas Teen USA 2013 |
| Californie           | Nadia Mejía          | 20  | 1,80 m | Diamond Bar       | Top 5            | |
| Caroline du Nord     | Devin Gant           | 23  | 1,68 m | Charlotte         |                  | Prend le titre lorsque Allie Dunn abandonne pour cause de maladie                                                                       |
| Caroline du Sud      | Leah Lawson          | 22  | 1,68 m | Anderson          | Top 15           | |
| Colorado             | Caley-Rae Pavillard  | 22  | 1,73 m | Castle Pines      |                  | Miss Colorado Teen USA 2011 |
| Connecticut          | Tiffany Teixeira     | 25  | 1,70 m | Bridgeport        | Top 10           | Miss Connecticut Teen USA 2009 |
| Dakota du Nord       | Halley Maas          | 22  | 1,73 m | Grand Forks       |                  | |
| Dakota du Sud        | Madison McKeown      | 21  | 1,73 m | Sioux Falls       | Top 10           | Miss Dakota du Sud Teen USA 2014 |
| Delaware             | Alexandra Vorontsova | 21  | 1,70 m | Newark            |                  | |
| District de Columbia | Deshauna Barber      | 26  | 1,78 m | Washington        | Miss USA 2016    | |
| Floride              | Brie Gabrielle       | 25  | 1,75 m | West Palm Beach   |                  | |
| Géorgie              | Emanii Davis         | 22  | 1,75 m | Comté de Spalding | 2e dauphine      | |
| Hawaï                | Chelsea Hardin       | 24  | 1,80 m | Honolulu          | 1ère dauphine    | |
| Idaho                | Sydney Halper        | 21  | 1,75 m | Moscow            |                  | |
| Illinois             | Zena Malak           | 24  | 1,73 m | Carol Stream      |                  | |
| Indiana              | Morgan Abel          | 26  | 1,70 m | North Vernon      |                  | Miss Indiana Teen USA 2008 |
| Iowa                 | Alissa Morrison      | 24  | 1,75 m | Davenport         |                  | |
| Kansas               | Victoria Wiggins     | 26  | 1,75 m | Junction City     |                  | |
| Kentucky             | Kyle Hornback        | 20  | 1,73 m | Louisville        |                  | |
| Louisiane            | Maaliyah Papillion   | 21  | 1,75 m | Lake Charles      |                  | |
| Maine                | Marisa Butler        | 22  | 1,73 m | Standish          |                  | |
| Maryland             | Christina Denny      | 25  | 1,73 m | Baltimore         |                  | Miss Maryland 2013 |
| Massachusetts        | Whitney Sharpe       | 21  | 1,65 m | Burlington        |                  | |
| Michigan             | Susie Leica          | 26  | 1,78 m | Livonia           |                  | |
| Minnesota            | Bridget Jacobs       | 20  | 1,80 m | Maple Grove       |                  | |
| Mississippi          | Haley Sowers         | 22  | 1,65 m | Meridian          |                  | Miss Mississippi Teen USA 2010 |
| Missouri             | Sydnee Stottlemyre   | 22  | 1,73 m | Chesterfield      | Top 10           | Miss Missouri Teen USA 2011 |
| Montana              | Sibahn Doxey         | 22  | 1,75 m | Frenchtown        |                  | Miss Montana Teen USA 2011 |
| Nebraska             | Sarah Hollins        | 25  | 1,73 m | Omaha             |                  | Miss Nebraska Teen USA 2009 |
| Nevada               | Emelina Adams        | 24  | 1,73 m | Henderson         |                  | |
| New Hampshire        | Jessica Strohm       | 25  | 1,68 m | Manchester        |                  | |
| New Jersey           | Jessielyn Palumbo    | 24  | 1,75 m | Wayne             |                  | |
| New York             | Serena Bucaj         | 22  | 1,75 m | Suffern           |                  | |
| Nouveau-Mexique      | Naomie Germain       | 22  | 1,73 m | Albuquerque       |                  | |
| Ohio                 | Megan Wise           | 26  | 1,78 m | Gallipolis        | Top 15           | |
| Oklahoma             | Taylor Gorton        | 24  | 1,70 m | Glenpool          | Top 15           | Miss Oklahoma Teen USA 2008 |
| Oregon               | Natriana Shorter     | 25  | 1,75 m | Eugene            |                  | |
| Pennsylvanie         | Elena LaQuatra       | 24  | 1,73 m | Pittsburgh        |                  | Miss Pennsylvania Teen USA 2010 et Miss Pennsylvania's Outstanding Teen 2007                                                            |
| Rhode Island         | Theresa Agonia       | 24  | 1,70 m | Cumberland        |                  | |
| Tennessee            | Hope Stephens        | 20  | 1,78 m | Livingston        |                  | |
| Texas                | Daniella Rodriguez   | 19  | 1,75 m | Laredo            |                  | Miss Texas Teen USA 2013 |
| Utah                 | Teale Murdock        | 26  | 1,65 m | Salt Lake City    |                  | |
| Vermont              | Neely Fortune        | 24  | 1,70 m | Burlington        |                  | |
| Virginie             | Desi Williams        | 26  | 1,73 m | Newport News      | Top 10           | Miss Virginie USA 2013 |
| Virginie-Occidentale | Nichole Greene       | 24  | 1,70 m | Charleston        | Top 15           | |
| Washington           | Kelsey Schmidt       | 26  | 1,60 m | Bellevue          |                  | Assumé du titre après que la précédente Miss Washington USA 2016, Stormy Keffeler, ait démissionné en raison de son arrestation par DUI |
| Wisconsin            | Kate Redeker         | 19  | 1,78 m | Sheboygan         | Photogenic       | Miss Wisconsin Teen USA 2013 |
| Wyoming              | Autumn Olson         | 22  | 1,73 m | Saratoga          |                  | Miss Wyoming Teen USA 2013 |
| Miss 52 USA          | Alexandra Miller     | 26  | 1,73 m | Oklahoma City     |                  | Miss Oklahoma USA 2015 après qu'Olivia Jordan fut couronnée Miss USA 2015                                                               |

## Présence dans d'autres concours
Deux concurrentes ont concouru pour Miss America:
- Christina Denny, Miss Maryland USA, était Miss Maryland 2013 et dans le top 10 lors du concours Miss America 2014
- Desi Williams, Miss Virginie USA, était Miss Virginie 2013.

Quinze concurrentes ont concouru pour Miss Teen USA, battant le record du plus grand nombre de Miss Teen USA lors d'un concours de Miss USA. Le précédent record était lors de Miss USA 2015 avec 12 concurrentes.
- Peyton Brown, Miss Alabama USA, était Miss Alabama Teen USA 2012 et dans le Top 16 lors du concours Miss Teen USA 2012
- Abby Floyd, Miss Arkansas USA , était Miss Arkansas Teen USA 2013 et dans le Top 16 lors du concours Miss Teen USA 2013
- Caley-Rae Pavillard, Miss Colorado USA, était Miss Colorado Teen USA 2011 et dans le Top 15 lors du concours Miss Teen USA 2011
- Tiffany Teixeira, Miss Connecticut USA, était Miss Connecticut Teen USA 2009
- Morgan Abel, Miss Indiana USA, était Miss Indiana Teen USA 2008
- Haley Sowers, Miss Mississippi USA, était Miss Mississippi Teen USA 2010 et 4e dauphine lors du concours Miss Teen USA 2010
- Sydnee Stottlemyre, Miss Missouri USA, était Miss Missouri Teen USA 2011 et 4e dauphine lors du concours Miss Teen USA 2011
- Sibahn Doxey, Miss Montana USA, était Miss Montana Teen USA 2011
- Sarah Hollins, Miss Nebraska USA, était Miss Nebraska Teen USA 2009
- Taylor Gorton, Miss Oklahoma USA, était Miss Oklahoma Teen USA 2008 et dans le Top 15 lors du concours Miss Teen USA 2008
- Elena LaQuatra, Miss Pennsylvanie USA, était Miss Pennsylvania Teen USA 2010
- Madison McKeown, Miss South Dakota USA, était Miss South Dakota Teen USA 2014
- Daniella Rodriguez, Miss Texas USA, était Miss Texas Teen USA 2013
- Kate Redeker, Miss Wisconsin USA, était Miss Wisconsin Teen USA 2013 et dans le Top 16 lors du concours Miss Teen USA 2013
- Autumn Olson, Miss Wyoming USA, était Miss Wyoming Teen USA 2013

## Jury
Les concurrentes de Miss USA 2016 ont été évaluées par un panel de juges

### Jury préliminaire
- Fred Nelson[66] – Président/Producteur exécutif de People's Choice Awards
- Jimmy Nguyen [citation nécessaire] – Avocat de divertissement et médias numériques, défenseur de la diversité, blogueur et conseiller en technologie
- Joey Boukadakis[66] – Scénariste, réalisateur, producteur et cadre médiatique
- Keltie Knight[66] – Correspondant et présentatrice week-end de la série TV The Insider sur CBS
- Kristin Conte[66] – Responsable marketing et communication et créateur d'événements
- Nick Phelps[66] – Directeur de l'Alliance mondiale chez Droga5
- Rebecca Bienstock[66] – Chef du Bureau de la Côte-Ouest du magazine Us Weekly

### Jury sur le plateau télévision
- Ali Landry[67] – Miss USA 1996 Louisiane
- Crystle Stewart[67] – Miss USA 2008 Texas
- Joe Zee[67] – Rédacteur en chef et directeur exécutif créatif de Yahoo Fashion
- Laura Brown[67],[68] – Caractéristiques/Projets spéciaux et directeur exécutif du magazine Harper's Bazaar
- Nigel Barker[67] – Photographe de mode et présentateur de The Face

## Historique
- Le District de Columbia gagne la compétition pour la 3e fois (1964, 2002 et 2016).
- Les États qui ont également été classés dans le top 15 l'année précédente sont Alabama, Arizona, Hawaï, Oklahoma et Virginie.
- Les États qui n'ont pas réussi à se classer dans le top 15, mettant un terme à une série, sont Louisiane (4 ans), Maryland (5 ans) et Nevada (4 ans).
- Alabama dans le top 15 pour la 7e année consécutive.
- Arizona, Oklahoma et Virginie dans le top 15 pour la 3e année consécutive.
- Californie, Géorgie et Caroline du Sud dans le top 15 en 2014.
- Connecticut, Ohio et Virginie Occidentale dans le top 15 en 2013.
- Arkansas dans le top 15 en 2012.
- Missouri dans le top 15 en 2011.
- District de Columbia dans le top 15 en 2006.
- Dakota du Sud dans le top 15 pour la première fois depuis 1974 (Debra Ann Brickley placée dans le top 12). C'est également le meilleur classement du Dakota du Sud.
- Alabama gagne le titre de Miss Sympathie pour la première fois, et Wisconsin gagne le titre de Miss Photogénique pour la seconde fois. Contrairement aux années précédentes, ces résultats n'ont pas été annoncés lors de la diffusion en direct.
- Quinze concurrentes ont concouru pour Miss Teen USA, battant le record la présence la plus nombreuse de Miss Teen USA lors d'un concours de Miss USA.
- Le concours de 2016 met fin à une série qui voyait un État gagner pour la première fois (Oklahoma 2015, Nevada 2014, Connecticut 2013, Rhode Island 2012).